# ان‌اس‌سی‌اف
ان‌اس‌سی‌اف (انگلیسی: National Agricultural Cooperative Federation) شرکت خدمات مالی کره‌ای است، که در سال ۱۹۶۱ تأسیس شد.